# Welterbe in Chile

Zum Welterbe in Chile gehören (Stand 2021) sieben UNESCO-Welterbestätten, alles Stätten des Weltkulturerbes. Chile hat die Welterbekonvention 1980 ratifiziert, die erste Welterbestätte wurde 1995 in die Welterbeliste aufgenommen. Die bislang letzte Welterbestätte wurde 2021 eingetragen, eine Stätte steht auf der Roten Liste des gefährdeten Welterbes.

## Welterbestätten
Die folgende Tabelle listet die UNESCO-Welterbestätten in Chile in chronologischer Reihenfolge nach dem Jahr ihrer Aufnahme in die Welterbeliste (K – Kulturerbe, N – Naturerbe, K/N – gemischt, (R) – auf der Roten Liste des gefährdeten Welterbes).
| Bild                                                                                | Bezeichnung                                                                                | Jahr | Typ | Ref. | Beschreibung |
| ----------------------------------------------------------------------------------- | ------------------------------------------------------------------------------------------ | ---- | --- | ---- | --- |
| Nationalpark Rapa Nui                                                               | Nationalpark Rapa Nui (Lage)                                                               | 1995 | K   | 715  | Der Nationalpark Rapa Nui liegt auf der Osterinsel (rapanui Rapa Nui) und umfasst Teile der isoliert im Südostpazifik gelegenen Insel. Diese ist vor allem wegen der monumentalen Steinskulpturen, den Moai, bekannt.                                                                             |
| Holzkirchen von Chiloé                                                              | Holzkirchen von Chiloé                                                                     | 2000 | K   | 971  | umfasst 16 der etwa 70 Holzkirchen auf der Insel Chiloé und benachbarten Inseln |
| Historisches Viertel der Hafenstadt Valparaíso                                      | Historisches Viertel der Hafenstadt Valparaíso (Lage)                                      | 2003 | K   | 959  | Historisches Zentrum und Hafen von Valparaíso, explizit sind auch die sogenannten Ascensores (innerstädtische Standseilbahnen) erwähnt. |
| Die Humberstone- und Santa-Laura-Salpeterwerke in der Atacama-Wüste                 | Die Humberstone- und Santa-Laura-Salpeterwerke in der Atacama-Wüste (Lage)                 | 2005 | K   | 1178 | Es handelt sich um zwei ehemalige Werke zum Abbau von Chilesalpeter, die sich in der Kommune von Pozo Almonte in der Región de Tarapacá befinden. Von 2005 bis 2019 befanden sich die Werke auf der Roten Liste des gefährdeten Welterbes.                                                        |
| Kupferminenstadt Sewell                                                             | Kupferminenstadt Sewell                                                                    | 2006 | K   | 1214 | |
| Qhapaq Ñan, Anden-Straßensystem                                                     | Qhapaq Ñan, Anden-Straßensystem (Lage)                                                     | 2014 | K   | 1459 | Die Anden-Hauptstraße Qhapaq Ñan war Teil des Inka-Straßensystems in Südamerika. Sie war die Hauptverbindung in Nord-Süd-Richtung und erstreckte sich über mehr als 6000 Kilometer. (grenzübergreifend mit Kolumbien, Ecuador, Peru, Bolivien und Argentinien, umfasst in Chile 34 Einzelstätten) |
| Siedlungen und künstliche Mumifizierung der Chinchorro-Kultur in Arica y Parinacota | Siedlungen und künstliche Mumifizierung der Chinchorro-Kultur in Arica y Parinacota (Lage) | 2021 | K   | 1634 | Fundplätze von Mumien der Chinchorro-Kultur |

## Tentativliste
In der Tentativliste sind die Stätten eingetragen, die für eine Nominierung zur Aufnahme in die Welterbeliste vorgesehen sind.
Mit Stand 2025 sind 18 Stätten in der Tentativliste von Chile eingetragen, die letzte Eintragung erfolgte im Januar 2025. Die folgende Tabelle listet die Stätten in chronologischer Reihenfolge nach dem Jahr ihrer Aufnahme in die Tentativliste.
| Bild                                                  | Bezeichnung                                           | Jahr | Typ | Ref. | Beschreibung |
| ----------------------------------------------------- | ----------------------------------------------------- | ---- | --- | ---- | --- |
| (weitere Bilder)                                      | Nationalpark Juan-Fernández-Archipel (Lage)           | 1994 | N   | 84   | Nationalpark auf den Juan-Fernández-Inseln im Pazifik |
| Nationalparks Torres del Paine und Bernardo O’Higgins | Nationalparks Torres del Paine und Bernardo O’Higgins | 1994 | N   | 85   | umfasst den Nationalpark Torres del Paine (Lage) und den Nationalpark Bernardo O’Higgins (Lage) in der Región de Magallanes                                                                                         |
| Kirchen des Altiplano                                 | Kirchen des Altiplano                                 | 1998 | K   | 1187 | Gruppe von mehr als 50 Kirchen in der Hochebene des Altiplano |
| (weitere Bilder)                                      | Paseo Baquedano (Lage)                                | 1998 | K   | 1189 | Straße in der Stadt Iquique |
| (weitere Bilder)                                      | San Pedro de Atacama (Lage)                           | 1998 | K   | 1191 | Oase am Nordrand des Salar de Atacama in der Atacama-Wüste |
| Ayquina und Toconce                                   | Ayquina und Toconce                                   | 1998 | K   | 1192 | umfasst die traditionellen Dörfer Ayquina und Toconce |
| Hochschrein des Cerro El Plomo                        | Hochschrein des Cerro El Plomo                        | 1998 | K   | 1194 | Kultstätten der Inka in der Nähe des Gipfels des Cerro El Plomo |
| Palast La Moneda                                      | Palast La Moneda                                      | 1998 | K   | 1195 | Präsidentenpalast von Chile in Santiago de Chile, ehemals Münzprägeanstalt |
| Kirche und Kloster von San Francisco                  | Kirche und Kloster von San Francisco                  | 1998 | K   | 1196 | |
| Hazienda San José del Carmen el Huique                | Hazienda San José del Carmen el Huique                | 1998 | K   | 1198 | |
| Malleco-Viadukt                                       | Malleco-Viadukt                                       | 1998 | K   | 1199 | Das Malleco-Viadukt ist eine Eisenbahnbrücke über das Tal des Malleco, eines Nebenflusses des Río Bío Bío, in der Región de la Araucanía. Sie ist die höchste noch in Betrieb befindliche Eisenbahnbrücke in Chile. |
| Lokomotivdepot des Bahnhofs von Temuco                | Lokomotivdepot des Bahnhofs von Temuco                | 1998 | K   | 1200 | in Temuco |
| Torreón El Canelo (weitere Bilder)                    | Verteidigungskomplex von Valdivia                     | 1998 | K   | 1202 | in Valdivia |
|                                                       | Felskunst von Patagonien                              | 1998 | K   | 1203 | Felskunst in der Nähe des Lago General Carrera in Patagonien im sogenannten „Patagonischen Stil“, |
| Pali-Aike-Höhle                                       | Höhlen von Fell und Pali Aike                         | 1998 | K   | 1204 | umfasst Fell’s Höhle und die im Nationalpark Pali Aike liegende Pali-Aike-Höhle, zwei archäologische Fundplätze aus der paläoindianischen Zeit.                                                                     |
| Archäologische Stätte von Monte Verde                 | Archäologische Stätte von Monte Verde                 | 2004 | K   | 1873 | Monte Verde ist ein archäologischer Fundort, der zu den ältesten Spuren menschlicher Besiedlung in Amerika zählt.                                                                                                   |
| Lota Bergbau Komplex                                  | Lota Bergbau Komplex                                  | 2021 | K   | 6498 | |
| Chilenische Pisco Reben und Weinkulturlandschaft      | Chilenische Pisco Reben und Weinkulturlandschaft      | 2025 | K   | 6792 | 3 Anbaugebiete |